# Achetaria crenata
Achetaria crenata är en grobladsväxtart som först beskrevs av Ronse och Philcox, och fick sitt nu gällande namn av V.C.Souza. Achetaria crenata ingår i släktet Achetaria och familjen grobladsväxter. Inga underarter finns listade i Catalogue of Life.